# Livinské Opatovce
Livinské Opatovce (deutsch Livina-Opatowitz, ungarisch Apátlévna – bis 1900 Livinaapáti oder auch Apátilivina) ist eine Gemeinde in der West-Mitte der Slowakei mit 278 Einwohnern (Stand 31. Dezember 2024), die zum Okres Partizánske, einem Teil des Trenčiansky kraj, gehört.

## Geographie
Die Gemeinde befindet sich im Mittelteil des Hügellands Nitrianska pahorkatina am Flüsschen Livina im Einzugsgebiet der Bebrava. Das Ortszentrum liegt auf einer Höhe von 200 m n.m. und ist 13 Kilometer von Partizánske entfernt.
Nachbargemeinden sind Borčany im Norden, Rybany im Nordosten, Livina im Osten, Nadlice und Rajčany im Süden, Solčianky im Südwesten sowie Chudá Lehota und Šišov im Westen.

## Geschichte
Livinské Opatovce wurde zum ersten Mal 1113 in den ältesten erhaltenen Urkunden des Klosters Zobor erwähnt und war auch bis zur Auflösung im Jahr 1468 dessen Besitz. Danach erhielt das Neutraer Kapitel den Besitz, verwaltet durch das Herrschaftsgebiet von Skačany. 1553 gab es eine Mühle und neun Porta in Livinské Opatovce,  1778 hatte die Ortschaft 18 untertane und drei leibeigene Haushalte, 1828 zählte man 99 Häuser und 685 Einwohner, die als Landwirte, Viehhalter und Getreidehändler beschäftigt waren.
Bis 1918 gehörte der im Komitat Neutra liegende Ort zum Königreich Ungarn und kam danach zur Tschechoslowakei beziehungsweise heute Slowakei. Von 1976 bis 1990 war Livina Teil der Gemeinde Nadlice.

## Bevölkerung
| Jahr                | 1994 | 2004    | 2014    | 2024     |
| ------------------- | ---- | ------- | ------- | -------- |
| Anzahl der Personen | 256  | 242     | 245     | 278      |
| Unterschied         |      | −5,46 % | +1,23 % | +13,46 % |

| Jahr                | 2023 | 2024    |
| ------------------- | ---- | ------- |
| Anzahl der Personen | 276  | 278     |
| Unterschied         |      | +0,72 % |

Gemäß der Volkszählung 2011 wohnten in Livinské Opatovce 240 Einwohner, alle davon Slowaken.
234 Einwohner bekannten sich zur römisch-katholischen Kirche. Vier Einwohner waren konfessionslos und bei zwei Einwohnern wurde die Konfession nicht ermittelt.

## Bauwerke und Denkmäler
- römisch-katholische Katharinenkirche im klassizistischen Stil aus dem 19. Jahrhundert